# Marca Bretona

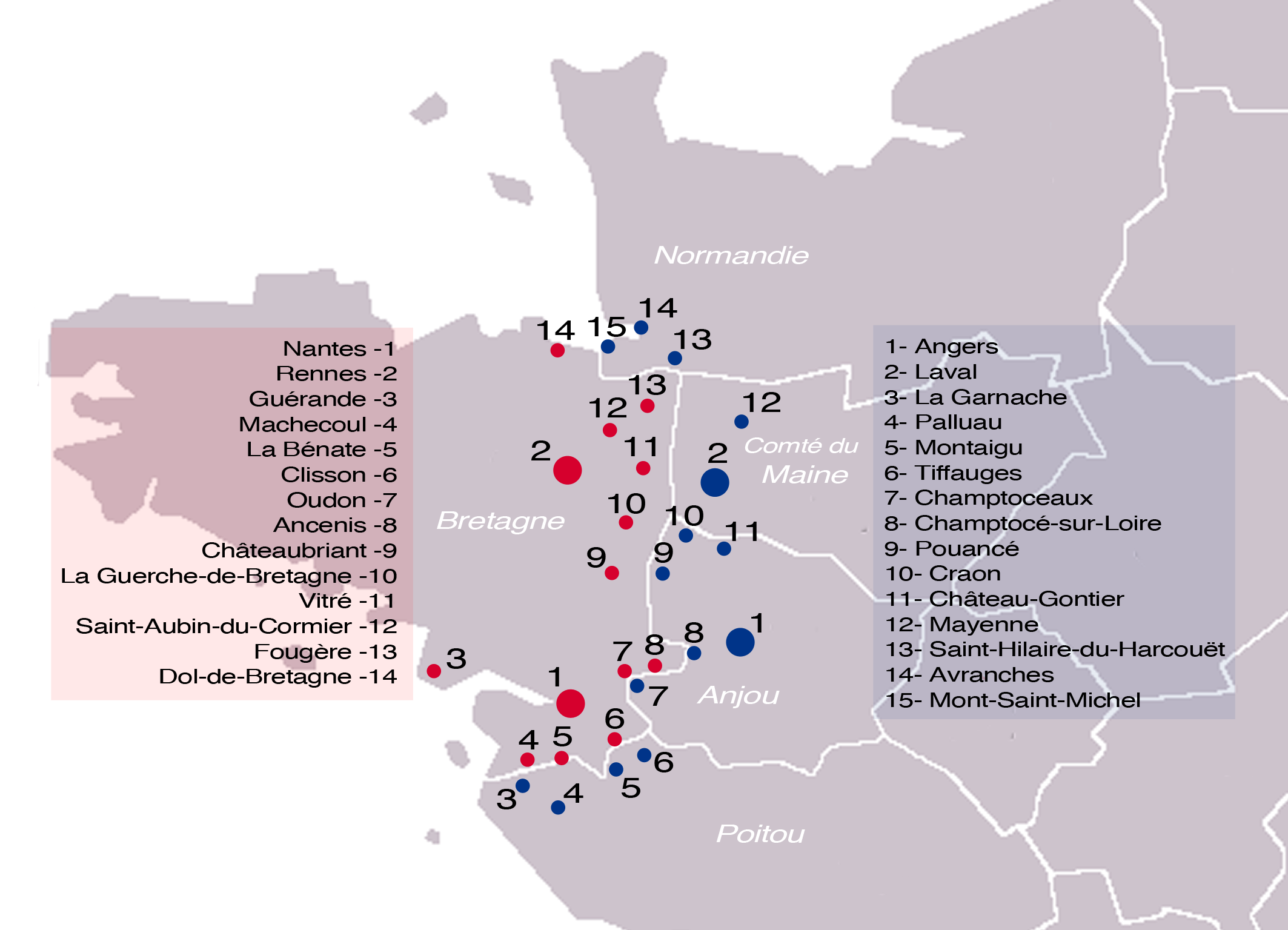
Fortalezas de la Marca Bretona

La marca bretona fue una de las marcas creadas por el rey carolingio Carlos el Calvo en 861 con el fin de defender Neustria de los ataques de los bretones. La otra marca, la marca normanda, fue creada al mismo tiempo como protección contra los vikingos. Ambos territorios se denominaban entonces «marca de Neustria».
La marca original fue creada y militarizada por los merovingios a finales del siglo VII y comienzos del siglo VIII. Aunque su extensión original es desconocida y sus fronteras no coinciden con las que tendría después, sí se sabe que ocupaba los territorios de Rennes y Nantes, y partes de los de Vannes y de Le Mans. Su administración se centralizaba desde Le Mans y el territorio acabó siendo conocido como ducatus Cenomannicus o ducado de Maine. Uno de sus más famosos margraves ("Britannici limitis praefectus") fue Roldán, que moriría posteriormente en la famosa batalla de Roncesvalles en 778, dando pie a un ciclo de leyendas épicas de las cuales la más famosa sería la Chanson de Roland.
La reconstrucción de la marca en época carolingia fue encomendada primero a Roberto el Fuerte en 861, que cedió partes de la antigua marca a Salomón de Bretaña por el Tratado de Entrammes en 863. Roberto murió en la batalla de Brissarthe contra los invasores vikingos en 866. Esto demostró que las fronteras de las marcas no importaban a los saqueadores ni impedían la cooperación entre margraves si era necesario. Roberto fue sucedido por Hugo el Abad, pariente de su mujer.
Hugo el Abad murió en 886, y fue sucedido por Eudes, hijo de Roberto el Fuerte.
En 911, el tratado de Saint-Clair-sur-Epte dio a Rollon el condado de Rouen, base del futuro ducado de Normandía. Se fusionan entonces la "marca normanda" con la marca bretona, pasando a ser gobernadas ambas por Roberto, calificado a menudo como demarchus, a saber señor de las dos marcas.

## Lista de los marqueses de Neustria
| Marca contra los normandos - 861-865 : Adalardo, Udo y Berenger I | Marca contra los normandos - 861-865 : Adalardo, Udo y Berenger I                                                                                                | Marca contra los bretones - 861-866 : Roberto el Fuerte                          | Marca contra los bretones - 861-866 : Roberto el Fuerte                          |
| - 865-878 : Gosfrido - 878-885 : Ragenoldo - 884-886 : Enrique    | - 865-878 : Gosfrido - 878-885 : Ragenoldo - 884-886 : Enrique                                                                                                   | - 866-886 : Hugo el Abad                                                         | - 866-886 : Hugo el Abad                                                         |
| - 886-896 : Berenger II - 896-911 : "desconocido"                 | - 886-896 : Berenger II - 896-911 : "desconocido" | - 886-888 : Eudes, rey de los francos en 888 - 888-922 : Roberto I, unión en 911 | - 886-888 : Eudes, rey de los francos en 888 - 888-922 : Roberto I, unión en 911 |
|                                                                   | Marqués de las dos marcas - 911-922 : Roberto I, rey de los francos en 922 - 922-956 : Hugo el Grande - 960-987 : Hugo Capeto († 996), rey de los francos en 987 |                                                                                  |                                                                                  |